# Bigelf
Bigelf é uma banda estadunidense de rock progressivo/psicodélico formada em 1991 e liderada pelo vocalista, tecladista e guitarrista Damon Fox.

## História
O Bigelf foi formado em 1991 em Los Angeles por Damon Fox (vocais/teclado/guitarra) e Richard Anton (vocais/baixo). Completavam a formação na época o vocalista e guitarrista A.H.M. Butler-Jones e o baterista Thom Sullivan. O quarteto gravou um EP com seis faixas, Closer To Doom, em 1995, co produzido por Sylvia Massy. Closer To Doom foi lançado no ano seguinte, não antes do baterista Thom sair da banda e ser substituído por Steve Frothingham, ainda em 1995. Pouco depois, Richard Anton também deixaria a banda.
Seguindo como um trio, o grupo gravou seu álbum de estreia Money Machine no meio de 1997, mas que só seria lançado em 2000, pela gravadora sueca Record Heaven. Esta parceria levou o grupo a tocar pela Escandinavia, onde eles voltaram a ser um quarteto com a adição do baixista finlandês Duffy Snowhill. sua estreia em estúdio foi no EP Goatbridge Palace, também com seis faixas, incluindo quatro gravadas ao vivo em Estocolmo em dezembro de 2000. Em meados de 2001, Butler-Jones entrou em coma diabético (estado no qual permaneceria até sua morte em 2009). O também finlandês Ace Mark o substituiu nas guitarras, deixando Damon como único cantor e compositor.
Em 2002, a banda assinou contrato com a Warner Music Sweden e lançou seu segundo disco, Hex, no ano seguinte. Foi apenas em agosto de 2008 que a banda voltaria a lançar um novo disco, Cheat the Gallows, o primeiro pela Custard Records. O disco teve um single, "Money, It's Pure Evil".
Em 2009, o Bigelf tocou com o Dream Theater na turnÊ Progressive Nation 2009 deles. Originalmente, eles tocariam com o Opeth e o Unexpect apenas na etapa européia da turnÇe de setembro a novembro, mas após a saída do Pain of Salvation e do Beardfish devido à falência SPV, distribuidora da InsideOut Music, o Bigelf acabou tocando também na etapa norte-americana junto com o Scale the Summit e Zappa Plays Zappa entre julho e agosto. Em março de 2010, o Bigelf voltou a abrir para o Dream Theater no México e na América do Sul, e, em abril do mesmo ano, abriram para o Porcupine Tree na turnê norte-americana deles.
Após vários shows no Japão em agosto de 2010, a banda entrou num período de hiato após Damon decidir seguir seu caminho. Em setembro de 2012, ele anunciou que um novo álbum do Bigelf estaria em produção.
Em 3 de abril do ano seguinte, a Inside Out Music anunciou que o o bigelf havia assinado contrato com eles e que eles lançariam um novo álbum ainda naquele ano. Participaria do álbum o ex-baterista do Dream theater, Mike Portnoy. O guitarrista Luis Maldonado também foi convidado a tocar no disco e também na apresentação da banda no cruzeiro Progressive Nation at Sea em fevereiro de 2014.

## Integrantes

### Membros atuais
- Damon Fox - vocais, teclados, guitarra (1991-atualmente)
- Duffy Snowhill - baixo (2000-atualmente)
- Luis Maldonado - guitarra (2013-atualmente)

### Membro convidado
- Mike Portnoy - bateria (2013-atualmente)

### Membros antigos
- Richard Anton - vocais, baixo (1991-1996)
- Thom Sullivan - bateria (1991-1995)
- A.H.M. Butler-Jones - vocais, guitarra, piano (1992-2001)
- Steve "Froth" Frothingham - bateria (1995-2010)
- Ace Mark - guitarra (2002-2010)

## Discografia

### Álbuns
- Money Machine (2000 (Record Heaven, Suécia); 2010 (Powerage Records))
- Hex (2003 (Warner Music Sweden); 2007 (Custard Records); 2010 (Powerage Records))
- Cheat the Gallows  (2008 (Custard Records); 2009 (Powerage Records)
- Into the Maelstrom (2014)

### EPs
- Closer to Doom (1996 (Third Hole Records, EUA); 2001 (Record Heaven, com 4 faixas bônus); 2010 (Powerage Records, com 8 faixas bonus)
- Goatbridge Palace (2001)
- The Madhatter (2003)